# Living in a Fantasy
Living in a Fantasy è un album del cantautore britannico Leo Sayer, pubblicato dalle etichette discografiche Chrysalis nel Regno Unito e Warner Bros. negli Stati Uniti il 22 agosto 1980.
L'album è prodotto da Alan Tarney che firma 9 dei 10 brani, fra i quali 6 insieme allo stesso interprete.
Dal disco vengono tratti i singoli More Than I Can Say e, l'anno seguente, Living in a Fantasy.

## Tracce

### Lato A
1. Time Ran Out on You
2. Where Did We Go Wrong
3. You Win - I Lose
4. More Than I Can Say
5. Millionaire

### Lato B
1. Once in a While
2. Living in a Fantasy
3. She's Not Coming Back
4. Let Me Know
5. Only Foolin'